# Curtis Stockton
Curtis Jeffrey Arthur Stockton (ur. 22 kwietnia 1993 w Melbourne) – australijski siatkarz, grający na pozycji atakującego, reprezentant Australii. Od sezonu 2019/2020 występuje w estońskiej drużynie Bigbank Tartu.

## Sukcesy klubowe
Mistrzostwo Estonii:
- 2018

Puchar Estonii:
- 2019